# Jurassic Park Builder
 (décembre 2023).
Si vous disposez d'ouvrages ou d'articles de référence ou si vous connaissez des sites web de qualité traitant du thème abordé ici, merci de compléter l'article en donnant les références utiles à sa vérifiabilité et en les liant à la section « Notes et références ».
Jurassic Park Builder est un jeu de gestion mobile en ligne développé par Ludia pour IOS et Android, mais aussi Facebook. Le jeu, basé sur la franchise Jurassic Park, permet au joueur de construire son parc remplis de dinosaures et espèces disparues. En février 2020, Ludia annonce la fermeture des serveurs du jeu, il n'est plus jouable depuis le 30 mars 2020.
En 2015, Ludia sortira une autre version similaire au jeu, Jurassic World: The Game, pour faire lien avec la sortie du film Jurassic World.